# Gustav Holzegel
Gustav Holzegel ist ein deutscher Mathematiker, der auf dem Gebiet der partiellen Differentialgleichungen und der allgemeinen Relativitätstheorie arbeitet.

## Leben
Holzegel studierte zunächst ab 2000 Physik an der Universität Kaiserslautern und erhielt dort nach Auslandssemestern an der Universität Cambridge (Part III Mathematics, 2002–2003), an der ETH Zürich (2003–2004) und an der Universität Freiburg (2004–2005) sein Diplom in Physik im Jahr 2005. 2008 wurde Holzegel bei Gary Gibbons und Mihalis Dafermos in Cambridge am Department of Applied Mathematics and Theoretical Physics promoviert (The Stability Problem for Black Holes).
Im Anschluss war Holzegel zunächst als Instructor und ab 2011 als Assistant Professor an der Princeton University tätig, später als Lecturer und Reader am Imperial College in London, wo er schließlich 2018 eine Professur erhielt. Als Inhaber einer Alexander-von-Humboldt-Professur lehrt Holzegel seit November 2020 an der Universität Münster.
Im Jahr 2022 war Holzegel zusammen mit Peter Hintz Eingeladener Sprecher (Recent Progress in General Relativity) auf dem Internationalen Mathematikerkongress, der virtuell abgehalten wurde.
Holzegel forscht auf dem Gebiet der partiellen Differentialgleichungen und der allgemeinen Relativitätstheorie. So erzielte er beispielsweise Fortschritte im Verständnis der Stabilität von schwarzen Löchern.

## Auszeichnungen
- ERC Starting Grant (2013–2018)
- Whitehead-Preis der London Mathematical Society (2016)
- Adams-Preis der Universität Cambridge (2018)
- ERC Consolidator Grant (2018–2023)
- Alexander-von-Humboldt-Professur 2021

## Veröffentlichungen (Auswahl)
- mit Jacques Smulevici: Decay properties of Klein-Gordon fields on Kerr-AdS spacetimes. Commun. Pure Appl. Math. 66, No. 11, 1751–1802 (2013).
- mit Mihalis Dafermos und Igor Rodnianski: The linear stability of the Schwarzschild solution to gravitational perturbations. Acta Math. 222, No. 1, 1–214 (2019).